# Dispositivo urinario femenino

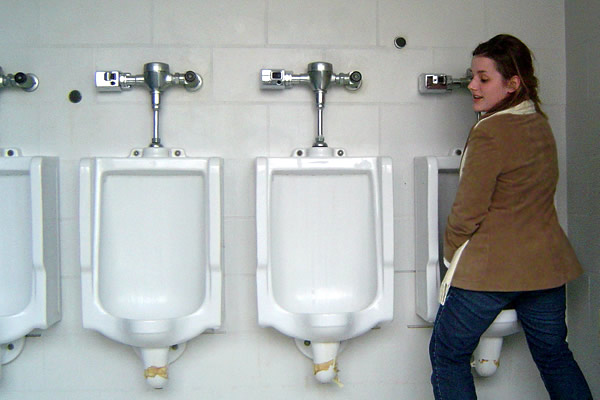
Mujer utilizando un dispositivo urinario femenino, para adaptarlo a los urinarios estándar de los baños de hombres.

Un dispositivo urinario femenino (FUD),es un dispositivo  utilizado para dirigir con mayor precisión el chorro de orina mientras se orina de pie. Las variaciones van desde embudos desechables básicos hasta diseños reutilizables más elaborados. Los dispositivos personales para orinar han ganado popularidad desde la década de 1990. Se utilizan para ocupaciones y actividades al aire libre, actividades recreativas, afirmación/seguridad de género y razones médicas. Inspirado en las instalaciones sanitarias utilizadas en los vehículos espaciales y en la Estación Espacial Internacional, permite a las mujeres orinar de pie, en un cono montado sobre una varilla articulada basculante.

## Historia

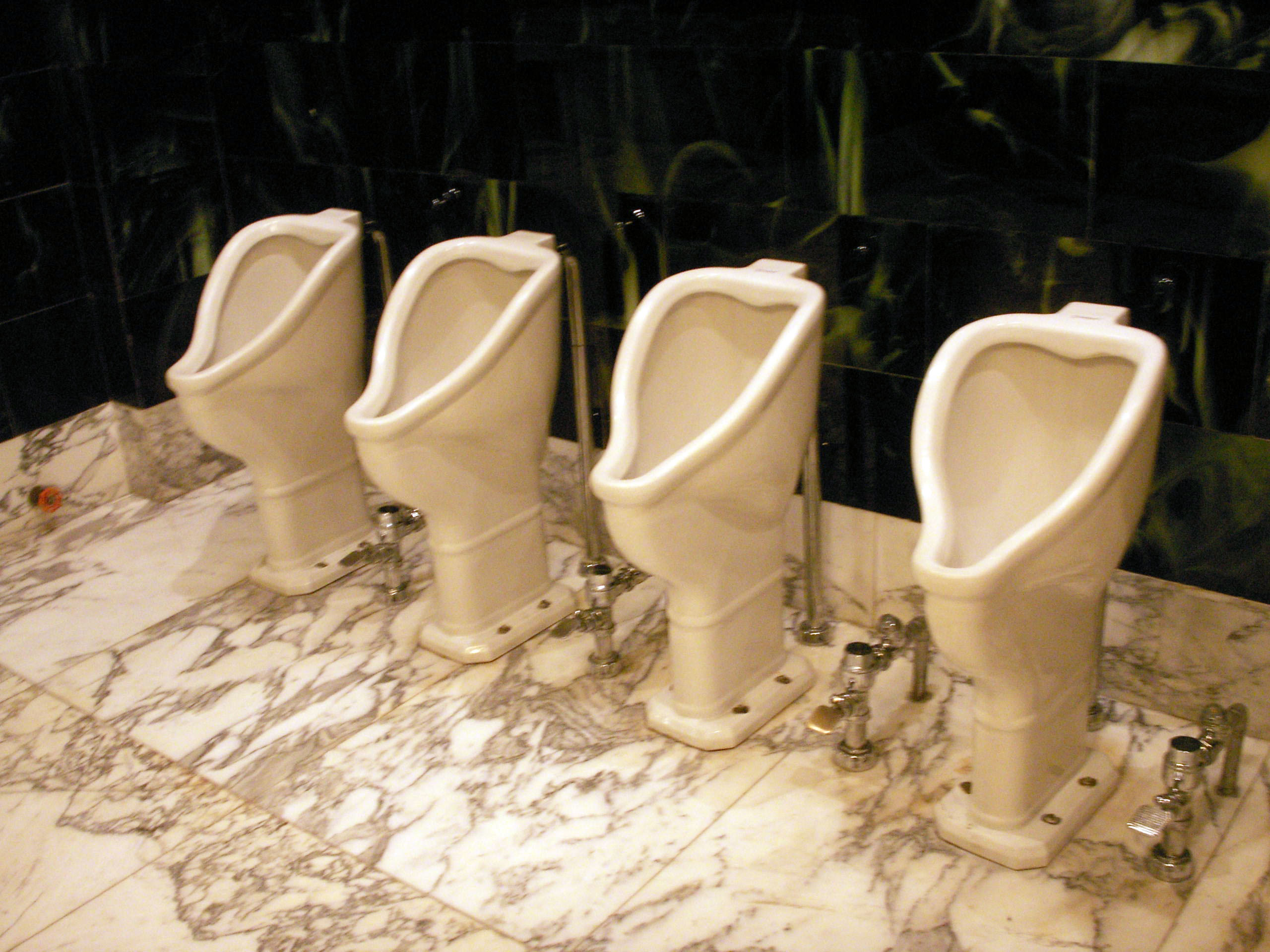
Urinarios para mujeres, en Ciudad de México.

Es posible que una mujer orine desde una posición de pie sin utilizar un dispositivo. Esta era la norma en épocas mucho más antiguas, y orinar de pie era algo común en ciertas culturas y situaciones,  pero esta práctica ya no es la norma en la sociedad occidental. Los cambios en la ropa de las mujeres en el siglo XX hicieron que el uso de ayudas para orinar fuera práctico para las mujeres que querían orinar mientras estaban de pie.
Los primeros dispositivos urinarios femeninos desechables se patentaron ya en 1922. El "Protector Sanitario" solicitado en agosto de 1918 por Edyth Lacy, especifica un "dispositivo barato... [para ser] usado sólo una vez, siendo especialmente adecuado como dispositivo sanitario en baños públicos".  Ella señala que "en consecuencia, es innecesario que la usuaria se siente en el inodoro; y la orina se evacua sin peligro de ensuciar la ropa de la usuaria ni el inodoro". Debía estar "hecho de un material barato y fácilmente destructible, como papel rígido, que pueda desecharse fácilmente después de su uso".
En 1956 se patentó un dispositivo similar: "un eficiente conductor de orina para uso de mujeres que elimina toda necesidad de contactar con un baño... utilizable en una posición cómoda y erguida".  A finales de siglo se patentaron otra media docena de dispositivos con el mismo propósito y forma básicos. 

El Urinelle,  procedente de Francia, apareció en 1996 y fue el primero en tener una fabricación convencional.

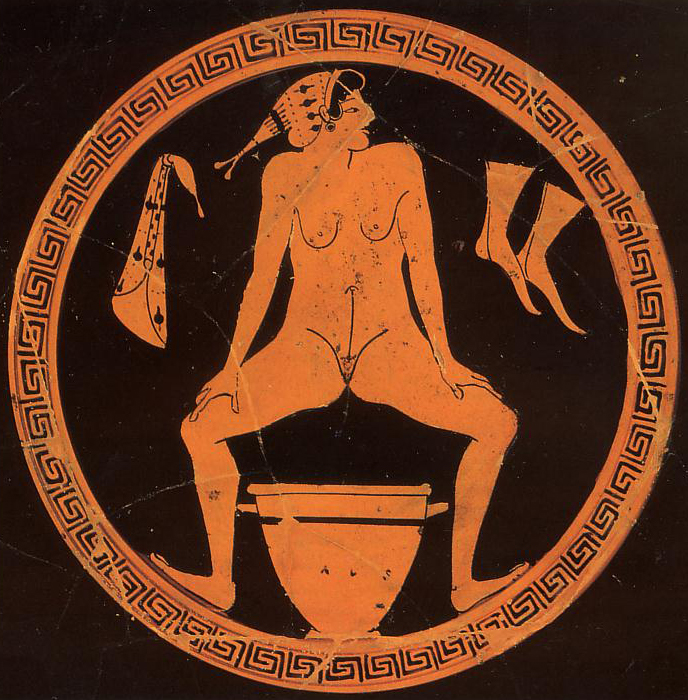
Una hetera griega orinando de pie en un skyphos (c. 480 a. C.)
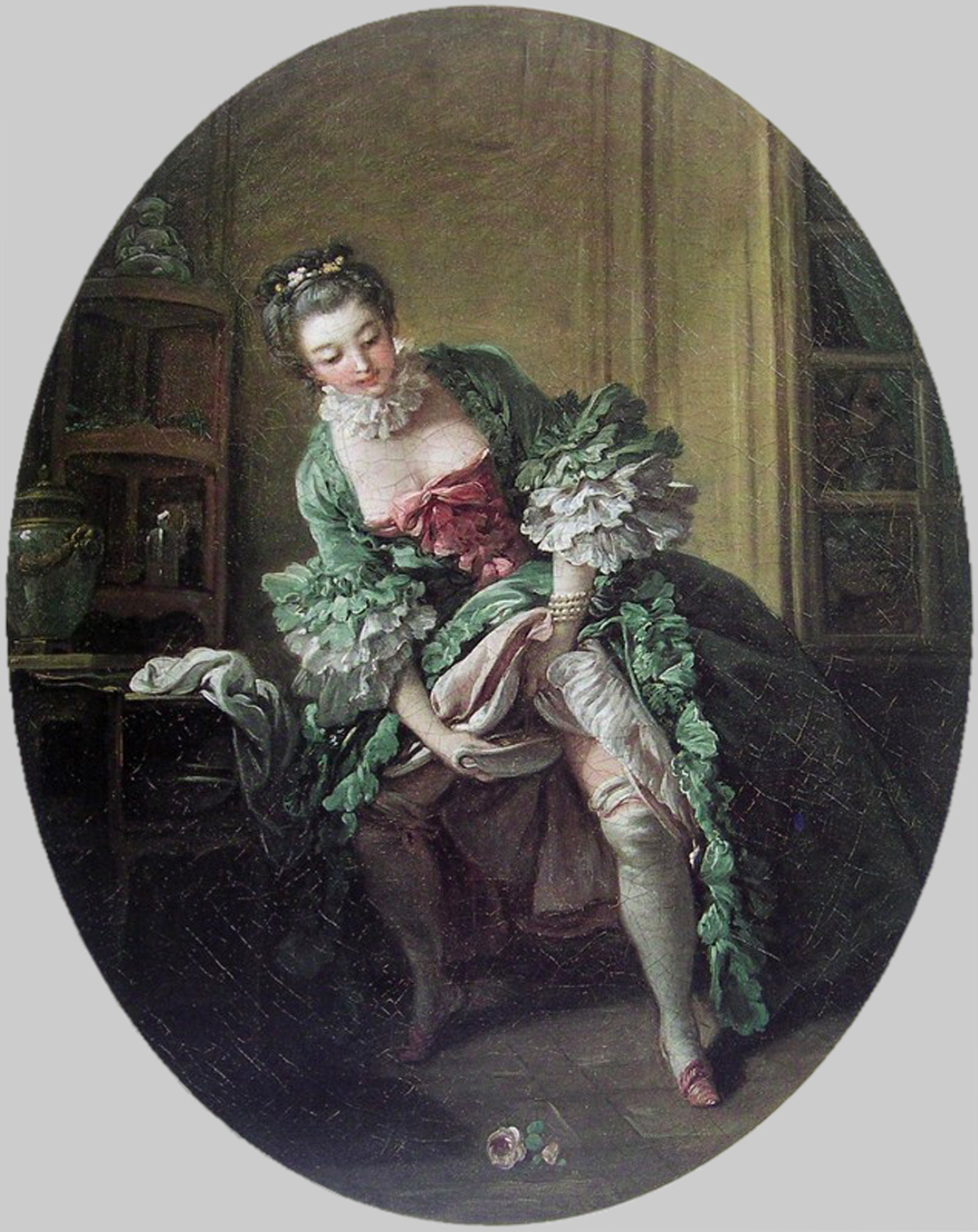
Una mujer del siglo XVIII orinando de pie en un orinal.

## Establecimientos que ofrecen dispositivos fijos para orinar
Existen urinarios de instalación fija y reubicables. Algunos diseños requieren que la usuaria proporcione su propio dispositivo personal femenino para orinar, mientras que otros diseños no tienen esta necesidad. En ocasiones, un protector de papel desechable cubre las paredes del dispositivo. Aunque la mayoría de las mujeres tienen algunas dudas cuando se topan con un dispositivo para orinar por primera vez, el dispositivo es higiénico y no salpica 
El Whisky Café, bar de Montreal, parece ser actualmente el único establecimiento que está equipado con orinales fijos en un baño público de mujeres. Esta particularidad fue destacada por los autores del libro Toilettes du monde. Parece que el mercado de dispositivos orinales fijos se limita generalmente a las mujeres que requieren instalaciones adaptadas, así como entornos médicos; los establecimientos públicos (restaurantes y sitios turísticos por ejemplo) se muestran reacios.
La empresa estadounidense que fabrica estos dispositivos fijos para orinar fue vendida recientemente a una empresa japonesa, que detuvo la producción. Ante la escasez de repuestos, los pocos propietarios de urinarios femeninos tendrán que desechar su instalación.

## Orinales portátiles
Las variaciones van desde embudos desechables básicos hasta diseños reutilizables más elaborados. Los dispositivos personales para orinar han ganado popularidad desde la década de 1990. Se utilizan para deportes y recreación al aire libre, afirmación/seguridad de género y razones médicas.

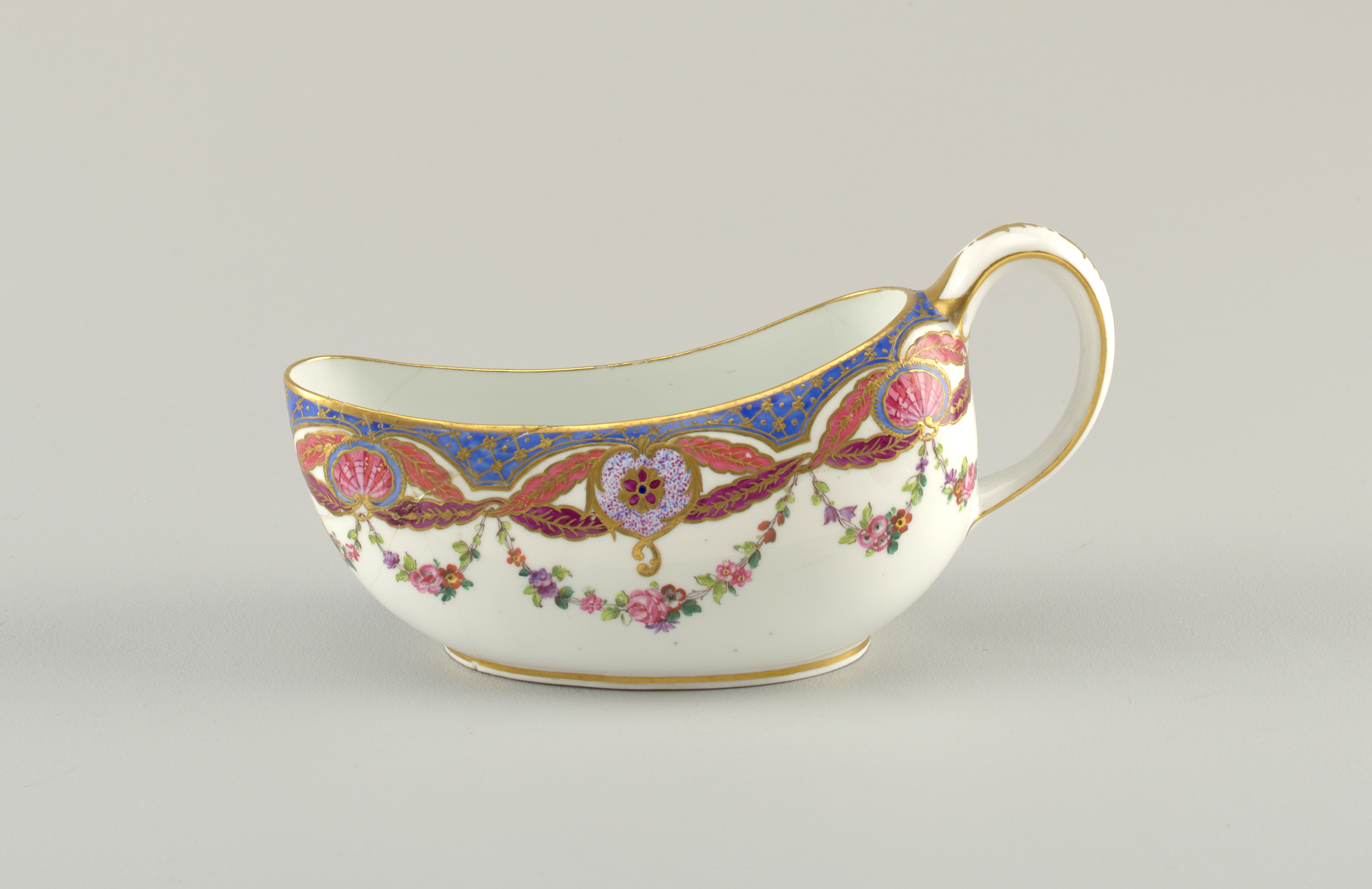
Bourdalou, orinal portátil del.

El bourdalou de forma oblonga, utilizado en el siglo XVIII, permitía a las mujeres orinar de pie, recibe y conserva la orina que, como un orinal, debe luego ser vaciada en un lugar apropiado.

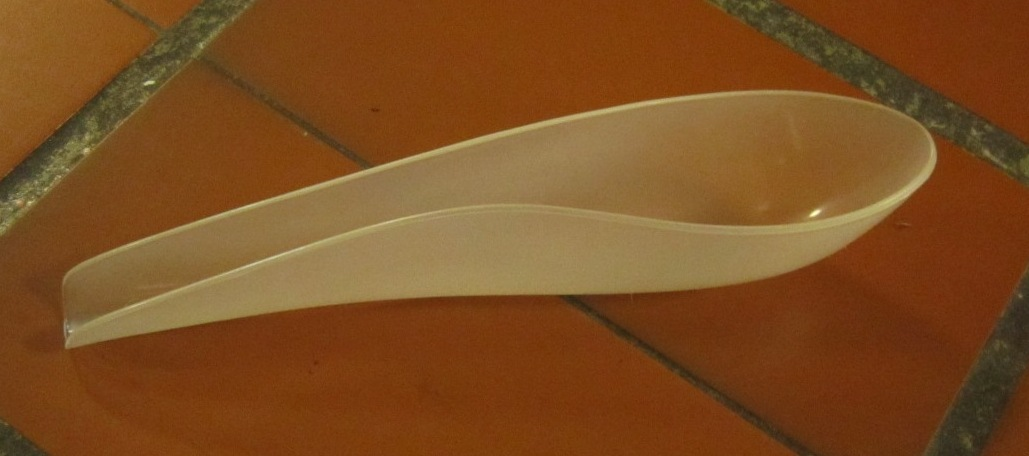
Orinal de plástico portátil.

Los orinales portátiles, para orinar de pie, son objetos fabricados en plástico, cartón, silicona,  que permiten a la mujer orinar de pie pero delante de un lugar que puede recibir orina. Las de cartón se pliegan y las de silicona se pueden enrollar.
La empresa canadiense Female Freedom comercializa el P-mate, un orinal portátil desechable que permite a las mujeres orinar en lugares donde los retretes son antihigiénicos o inexistentes, como en el bosque, en las montañas y a lo largo de las carreteras. El uso de un orinal permite a la mujer orinar de pie o en cuclillas, sin riesgo de ensuciar sus zapatos o la parte inferior de sus pantalones.
La empresa Sani-fem comercializa Freshette, un dispositivo urinario reutilizable fabricado en plástico. Está destinado principalmente a excursionistas que llevan equipo pesado o un arnés que limita sus movimientos. Otro modelo está destinado a hospitales y mujeres con discapacidad o pérdida de autonomía.
La empresa alemana klomoda fabrica Urinella, un orinal cónico portátil desechable con un extremo perforado que permite a las mujeres “orinar de pie» en todas partes.
Otra empresa alemana ofrece el mismo concepto que la anterior, la orinatte PipiLissi.

Los hombres trans utilizan estos dispositivos como dispositivos para "ponerse de pie para orinar", o STP, a menudo para combatir la disforia de género. Soluciones más discretas como el "Snee-Kee" se comercializan específicamente para este fin.

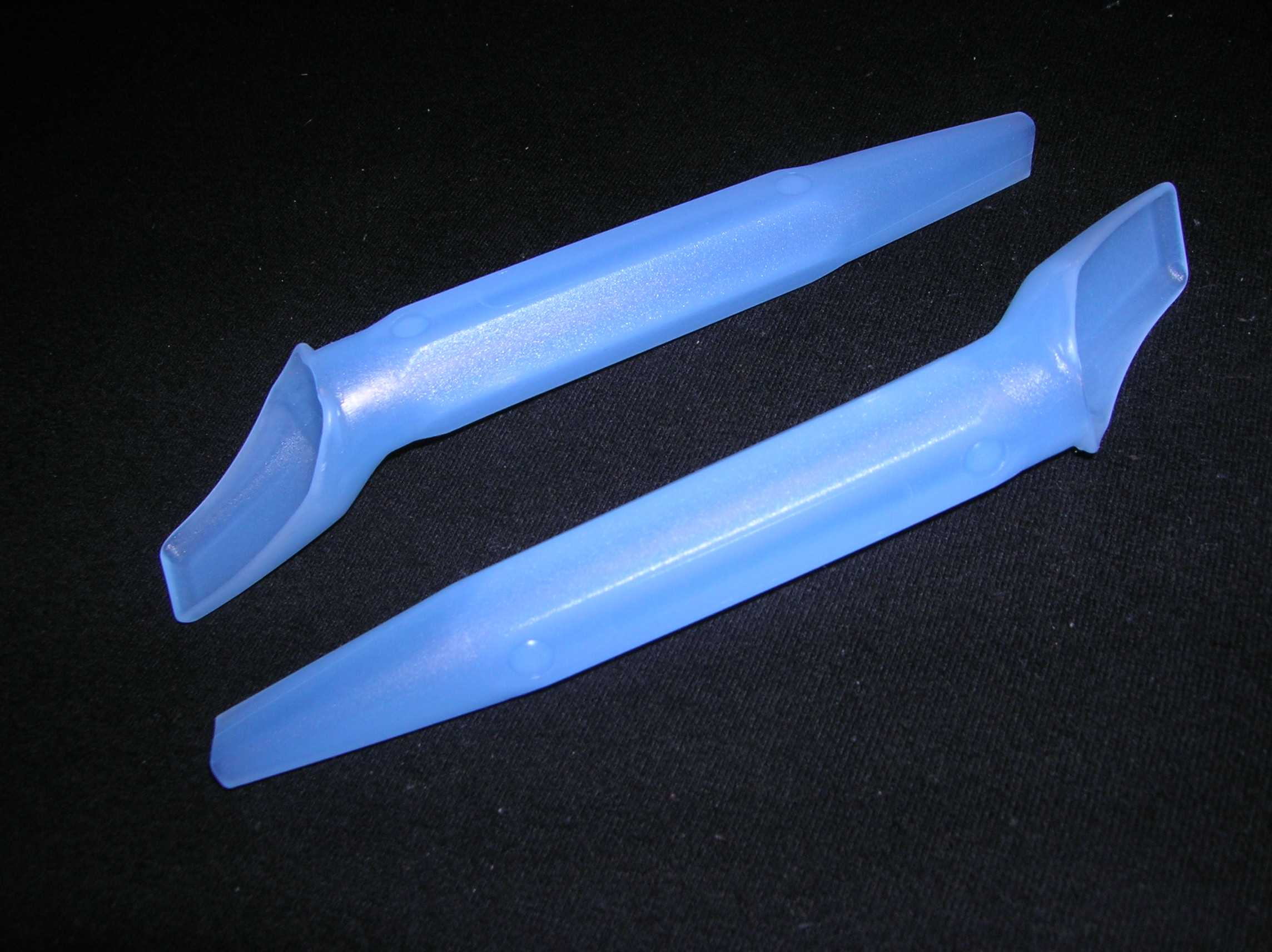
Travelmate
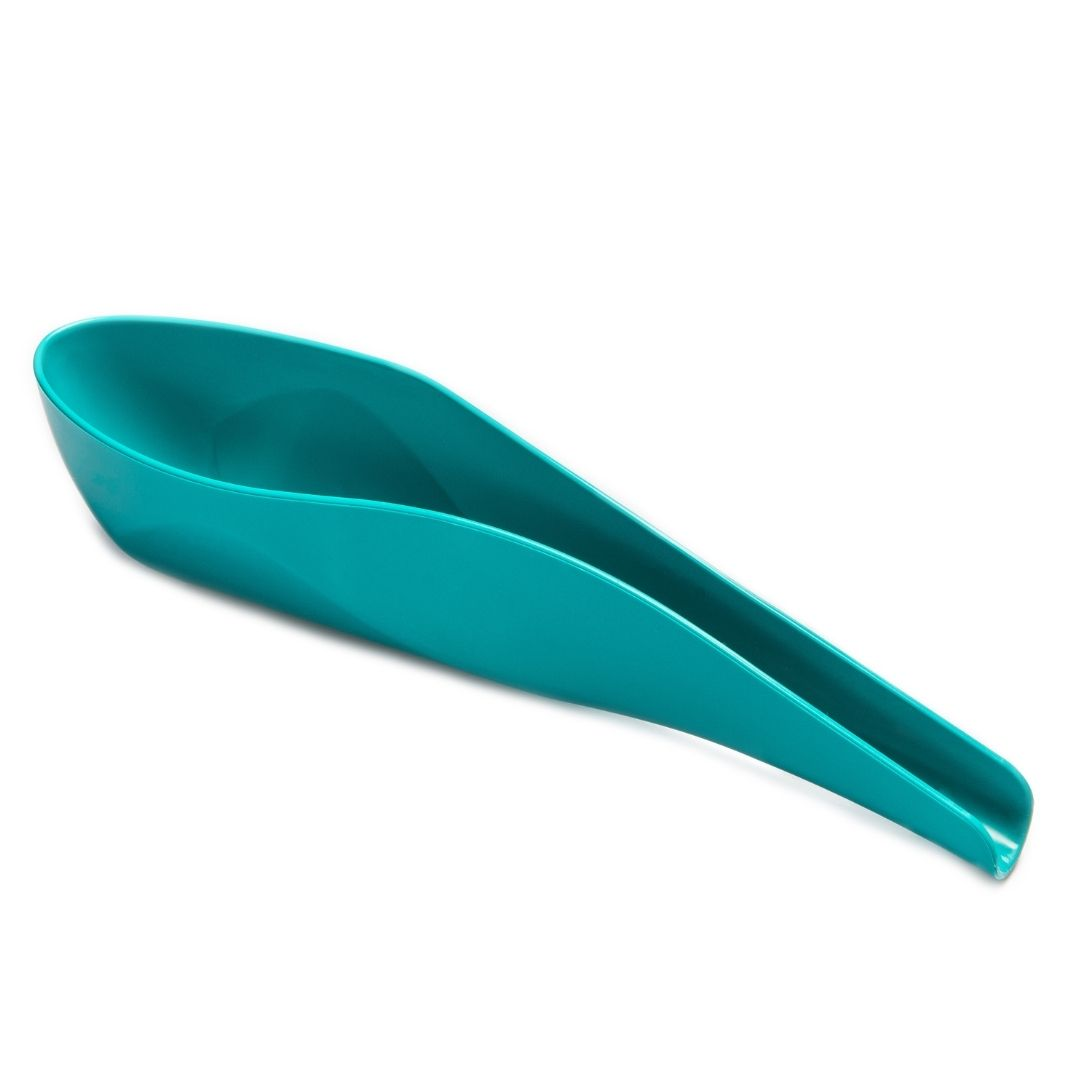
pStyle
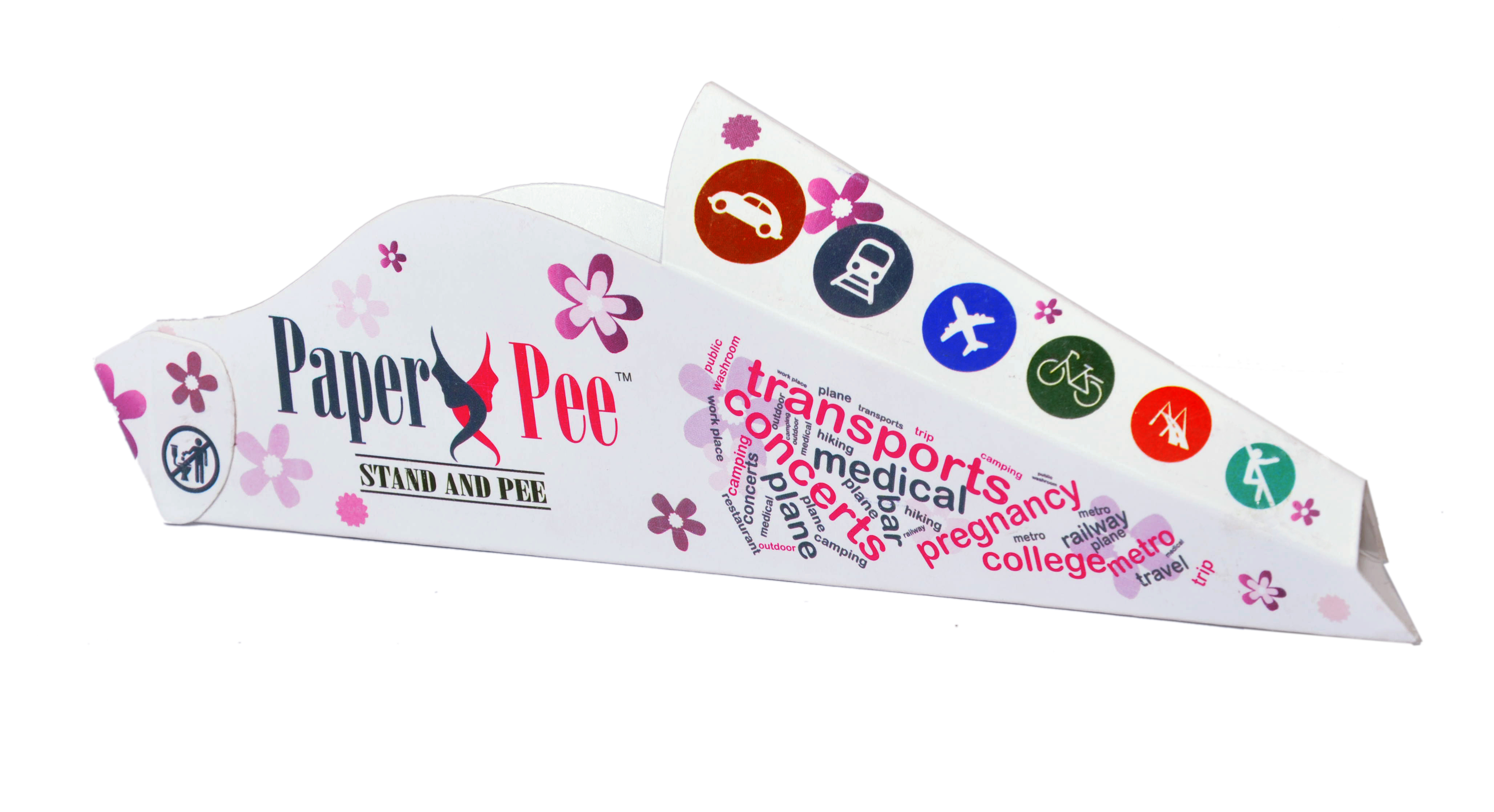
Paper pee
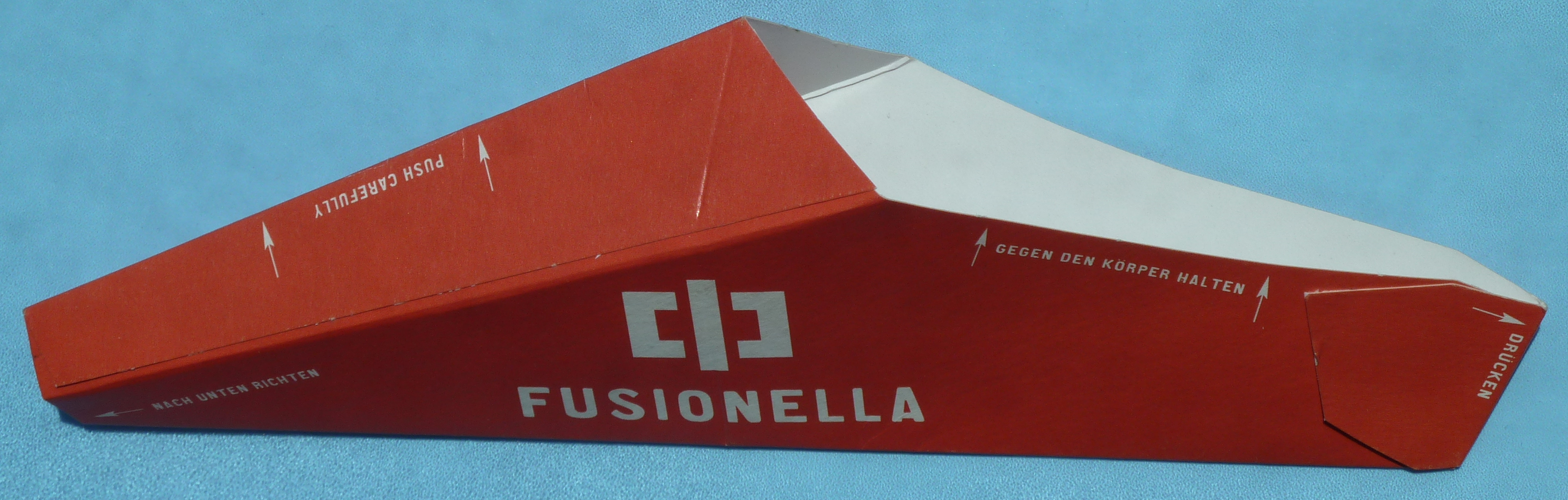
Fusionella

### Uso de urinarios portátiles en festivales y otros eventos concurridos
Junto al desarrollo de los orinales desechables se desarrolló el uso de urinarios portátiles femeninos, que se utilizan a menudo, por ejemplo, en momentos de alta demanda como en festivales de música, estadios deportivos, discotecas, clubes nocturnos y centros de convenciones, donde la higiene suele dejar mucho que desear, aunque ya hacía un tiempo que también existían urinarios fijos especialmente diseñados para mujeres así como los más comunes urinarios en cuclillas, considerados unisex. Introducidos por primera vez en Pinkpop en los Países Bajos en 2000, se utilizan en toda Europa. En el Festival Fusión, los urinarios portátiles femeninos recibieron el nombre de “fusionella".

### Marcas
| Nombre de la marca | País de origen  | Materia               |
| ------------------ | --------------- | --------------------- |
| isyloo             | España          | cartón (plastificado) |
| GoGirl             | Estados Unidos  | silicona (flexible)   |
| Lady J             | Estados Unidos  | plástico (duro)       |
| Lady P             | República Checa | plástico (duro)       |
| Lilium Femme       | Argentina       | cartón (plastificado) |
| Pibella            | Suiza           | plástico (duro)       |
| Pipi Pappe         | Alemania        | cartón (no laminado)  |
| Pissedebout        | Francia         | cartón (sellado)      |
| P-Mate             | Países Bajos    | cartón (plastificado) |
| pStyle             | Estados Unidos  | plástico (duro)       |
| Shewee             | Gran Bretaña    | plástico (duro)       |
| Urinelle           | Francia         | Papel (laminado)      |
| WhizBiz            | Australia       | silicona (flexible)   |
| Whiz Freedom       | Gran Bretaña    | plástico (duro)       |